# Ockley
Ockley is een civil parish in het bestuurlijke gebied Mole Valley, in het Engelse graafschap Surrey met 871 inwoners.